# Cauchy-riemann-differentiaalvergelijkingen
In de complexe functietheorie, een onderdeel van de wiskunde, zijn de cauchy-riemann-differentiaalvergelijkingen, naar Augustin Cauchy en Bernhard Riemann genoemd, twee partiële differentiaalvergelijkingen die een noodzakelijke en voldoende voorwaarde zijn voor een differentieerbare functie om holomorf in een open verzameling te zijn. Dit stelsel van vergelijkingen verscheen in 1752 als eerste in het werk van Jean le Rond d'Alembert. Later, in 1777, bracht Leonhard Euler dit stelsel in verband met de analytische functies. Cauchy maakte hier in 1814 vervolgens gebruik van voor de constructie van zijn theorie van functies. Riemanns proefschrift over de theorie van functies verscheen in 1851.
De cauchy-riemannvergelijkingen over een paar reëelwaardige functies {\displaystyle u(x,y)} en {\displaystyle v(x,y)} zijn de twee vergelijkingen:
{\displaystyle {\partial u \over \partial x}={\partial v \over \partial y}}
en
{\displaystyle {\partial u \over \partial y}=-{\partial v \over \partial x}}
Meestal wordt het paar {\displaystyle (u,v)} gezien als het reële en imaginaire deel van een complexwaardige functie
{\displaystyle f(x+iy)=u(x,y)+iv(x,y)}
Stel dat {\displaystyle u} en {\displaystyle v} continu differentieerbaar zijn op een open verzameling van {\displaystyle \mathbb {C} }. Dan is 
{\displaystyle f=u+iv}
dan en slechts dan holomorf als de partiële afgeleiden van {\displaystyle u} en {\displaystyle v} voldoen aan de beide cauchy-riemannvergelijkingen.